# Freginals
Freginals település Spanyolországban, Tarragona tartományban. Freginals Masdenverge, Amposta, Sant Carles de la Ràpita, Alcanar, Godall és Ulldecona községekkel határos. Lakosainak száma 424 fő (2024).

## Népesség
A település népessége az elmúlt években az alábbi módon változott:
| Lakosok száma | 793  | 781  | 507  | 538  | 373  | 406  | 414  | 399  | 346  | 424  |
|               | 1857 | 1910 | 1940 | 1965 | 1991 | 2005 | 2010 | 2015 | 2019 | 2024 |